# Andrzej Surowiec
Andrzej Surowiec (ur. 4 listopada 1957 w Rzeszowie) – polski żużlowiec.
Wychowanek klubu Stali Rzeszów, licencję zdał w 1976 roku (nr 574). Jako zawodnik tego klubu startował w rozgrywkach z cyklu Drużynowych Mistrzostw Polski w latach 1976–1982, 1984-1986 oraz w sezonie 1989. Startował również w Stali II ŻKS Krosno w latach (1990-1992). Karierę zakończył w Wandzie Kraków, gdzie startował w latach (1993-1994).

## Drużynowe Mistrzostwa Polski - Sezon Zasadniczy Najwyższej Klasy Rozgrywkowej
| Sezon | Klub         | Miejsce | Liga   | Średnia/bg | Średnia/mc | Pkt     | Bonusy | Razem   | Komplety | Biegi | Mecze |
| ----- | ------------ | ------- | ------ | ---------- | ---------- | ------- | ------ | ------- | -------- | ----- | ----- |
| 1982  | Stal Rzeszów | 7       | 1 Liga | 1,030 (67) | 2,154 (69) | 28 (72) | 6      | 34 (71) | 0        | 33    | 13    |
| 1984  | Stal Rzeszów | 9       | 1 Liga | 1,364      | 2,875      | 23 (73) | 7      | 30 (72) | 0        | 22    | 8     |
| 1985  | Stal Rzeszów | 7       | 1 Liga | 1,382 (48) | 4,000 (49) | 44 (56) | 3      | 47 (61) | 0        | 34    | 11    |
| 1986  | Stal Rzeszów | 6       | 1 Liga | 1,609 (39) | 3,941 (49) | 67 (47) | 7      | 74 (48) | 0        | 46    | 17    |
| 1989  | Stal Rzeszów | 6       | 1 Liga | 1,429      | 3,400      | 17 (75) | 3      | 20 (74) | 0        | 14    | 5     |

W nawiasie miejsce w danej kategorii (śr/m oraz śr/b - przy założeniu, że zawodnik odjechał minimum 50% spotkań w danym sezonie)
- Turniej o Srebrny Kask
  - 1978 - Opole - 4. miejsce - 11(+1) pkt → wyniki
  - 1979 - Zielona Góra - 10. miejsce - 6 pkt → wyniki
- Turniej o Brązowy Kask
  - 1977 - Gdańsk - 13. miejsce - 3 pkt → wyniki
  - 1978 - Rybnik - 11. miejsce - 6 pkt → wyniki
- Mistrzostwa Polski par klubowych na żużlu
  - 1986 - Toruń - 9. miejsce → wyniki